# (332446) 2008 AF4
(332446) 2008 AF4 – planetoida z grupy Apollo należąca do obiektów NEO i PHA.

## Odkrycie
(332446) 2008 AF4 została odkryta 10 stycznia 2008 roku w programie LINEAR, przed nadaniem numeru nosiła tymczasowe oznaczenie 2008 AF4. Po jej odkryciu planetoida otrzymała 1 punkt w skali Torino. W styczniu 2008 był to jeden z dwóch obiektów (nie licząc (29075) 1950 DA) przebywający w pobliżu Ziemi, niosący możliwość potencjalnego zagrożenia katastrofą kosmiczną.
Według 42 obserwacji obiektu wykonanych w ciągu 1,1138 dnia, prawdopodobieństwo, że planetoida uderzy w Ziemię w styczniu 2089 wynosiło ok. 0,0024% (1 do 42 000).
Kolejne informacje opublikowane przez NASA 15 stycznia 2008 zwiększyły prawdopodobieństwo uderzenia w Ziemię do 0,0031% (1 do 32 000). Owe dane zostały uzyskane na podstawie 59 obserwacji prowadzonych przez 4,8 dnia w okresie od 10 do 15 stycznia 2008. Zostały również zaktualizowane dane o rozmiarze asteroidy (z 431 m na 422 m).
20 stycznia na podstawie 197 obserwacji wykluczono możliwość zderzenia planetoidy z Ziemią w ciągu najbliższych 100 lat. W grudniu 2009 planetoida została usunięta z listy obiektów zagrażających Ziemi.